# Gmina Żarki
Die Gmina Żarki ist eine Stadt-und-Land-Gemeinde im Powiat Myszkowski der Woiwodschaft Schlesien in Polen. Ihr Sitz ist die gleichnamige Stadt mit etwa 4550 Einwohnern.

## Geographie
Die Gemeinde liegt im Norden der Woiwodschaft und grenzt im Südwesten an die Kreisstadt Myszków. Die weiteren Nachbargemeinden sind Janów, Niegowa, Olsztyn, Poraj und Włodowice.

## Geschichte
Die Landgemeinde wurde 1973 aus Gromadas wieder gebildet. Stadt- und Landgemeinde wurden 1990/1991 zur Stadt-und-Land-Gemeinde zusammengelegt. Ihr Gebiet kam 1975 von der Woiwodschaft Katowice zur Woiwodschaft Częstochowa, der Powiat wurde aufgelöst. Zum 1. Januar 1999 kam die Gemeinde zur Woiwodschaft Schlesien und wieder zum Powiat Myszkowski. 
Von 1949 bis 1955 gehörte das Gemeindegebiet zum Powiat Zawierciański.

## Partnergemeinde
Eine Gemeindepartnerschaft besteht mit Trenčianske Teplice in der Slowakei.

## Gliederung
Zur Stadt-und-Land-Gemeinde Żarki gehören die Stadt selbst und neun Dörfer mit einem Schulzenamt (sołectwo):
Czatachowa
Jaroszów
Jaworznik
Kotowice
Przybynów
Suliszowice
Wysoka Lelowska
Zaborze
Zawada
Ein kleineres Dorf der Gemeinde ist Ostrów.